# Рофе-Бекетова Олена Федорівна
Олена Федорівна Рофе-Бекетова (нар. 22 жовтня 1970, м. Харків) — українська громадська діячка, волонтерка, співзасновниця волонтерської групи Help Army, директор благодійного фонду «Харків з тобою» та керівниця напряму культурних програм фонду, активістка руху за збереження культурної спадщини Харкова, ініціаторка і координаторка проекту «Ctrl+S. Закон на захисті культурної спадщини України» та ініціативної групи «SaveKharkiv», координаторка «Вертеп-фесту» у Харкові (з 2017), керівниця конкурсу «Йдемо разом! KharkivGoingGlobal», одна з ініціаторок акції «Спільне повітря» з виконання симфонічними оркестрами у семи найбільших аеропортах України гімну Євросоюзу у березні 2014 року, співорганізаторка та координаторка низки освітніх та культурних заходів у Харкові

## Біографія
Олена Рофе-Бекетова народилась 22 жовтня 1970 року в сім'ї Федора Семеновича Рофе-Бекетова та Понирко Валентини Іванівни, праонука академіка архітектури Олексія Бекетова..
У 1987—1992 роках здобувала вищу освіту на механіко-математичному факультеті Харківського державного університету імені О. М. Горького.
У 1995—1999 роках навчалась в аспірантурі в Українській інженерно-педагогічній академії.
Викладала вищу математику в Українській інженерно-педагогічній академії.
Згодом працювала аналітикинею бази даних в приватній компанії, менеджеркою з логістики у мережі магазинів, була заступницею директора з обліково-аналітичної роботи департаменту закупівель та логістики у торговельно-промисловому холдингу.
Протягом 2007—2015 років була провідною спеціалісткою із стандартизації та сертифікації Групи компаній «Фактор».
З 2015 року є приватною підприємицею та консультує з питань організації бізнес-процесів.

## Громадська діяльність

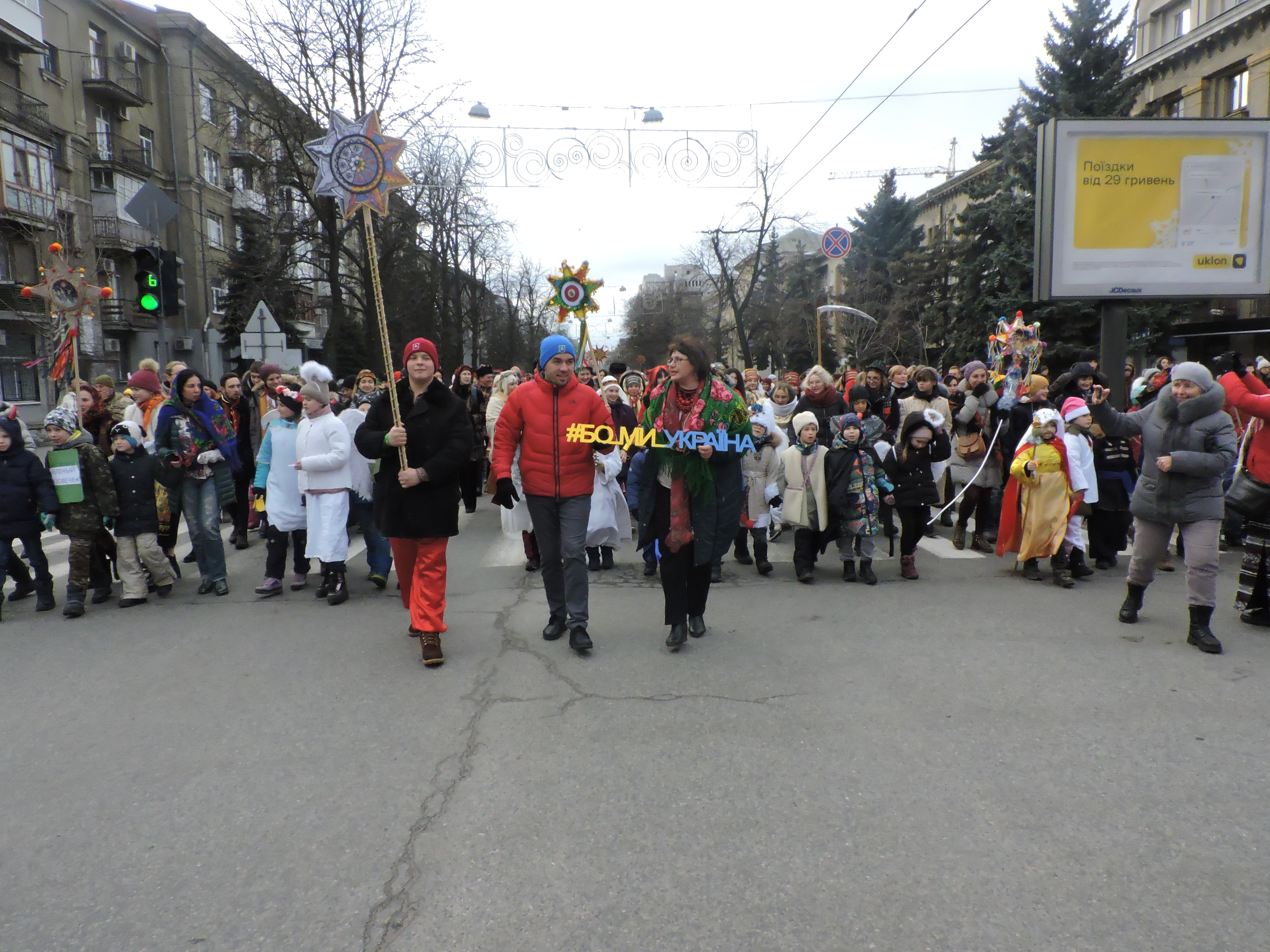
Олена Рофе-Бекетова під час «Вертеп-фесту»

26 лютого 2014 року у відповідь на акцію солідарності із жителями сходу та півдня України, ініційовану мешканцями Львова, яка передбачала спілкування ними у побуті цього дня російською, Олена Рофе-Бекетова вирішила в цей день говорити українською і закликала приєднатись своїх друзів зі сходу України.
У березні того ж 2014 року вона була серед підписантів звернення харків'ян «Харків — українське місто» Олена Рофе-Бекетова була серед ініціаторок акції «Спільне повітря» з виконання симфонічними оркестрами у семи найбільших аеропортах України (Києва — Жуляни та Бориспіль, — Харкова, Львова, Донецька, Дніпропетровська, Одеси) гімна Євросоюзу «Ода до радості» Людвіга ван Бетховена, яка відбулася 30 березня 2014 року та у якій взяли участь близько 700 музикантів з метою вшанування пам'яті «Небесної сотні», відзначення підписання політичної частини Угоди про асоціацію між України та Європейським Союзом та підтвердження єдиності і неподільності України.
У грудні 2015 року вона брала участь у проєкті «Армія подарунків. Свято для солдата» зі збору новорічних подарунків для українських військових, які бійців АТО. У січні 2017 року вона ініціювала збір підписів під зверненням до представництв ООН в Україні з проханням терміново засвідчити факт гуманітарної катастрофи в Авдіївці на Донеччині.
У 2018 році Олена Рофе-Бекетова була керівницею освітньої програми «Kharkiv music fest 2018»
У вересні 2019 року вона була координаторкою-керівницею проєкту «Дев'ять життів традиції», в рамках якого відбулось «Етно-паті» в Харківському літературному музеї. Цей проєкт був реалізований як продовження ідеї «Етновечорниць», які відбулися під час «Вертеп-фесту».
У серпні 2019 році Олена Рофе-Бекетова виступила на підтримку проведення першого у Харкові правозахисного маршу «ХарківПрайд»

### Help Army та «Харків з тобою»

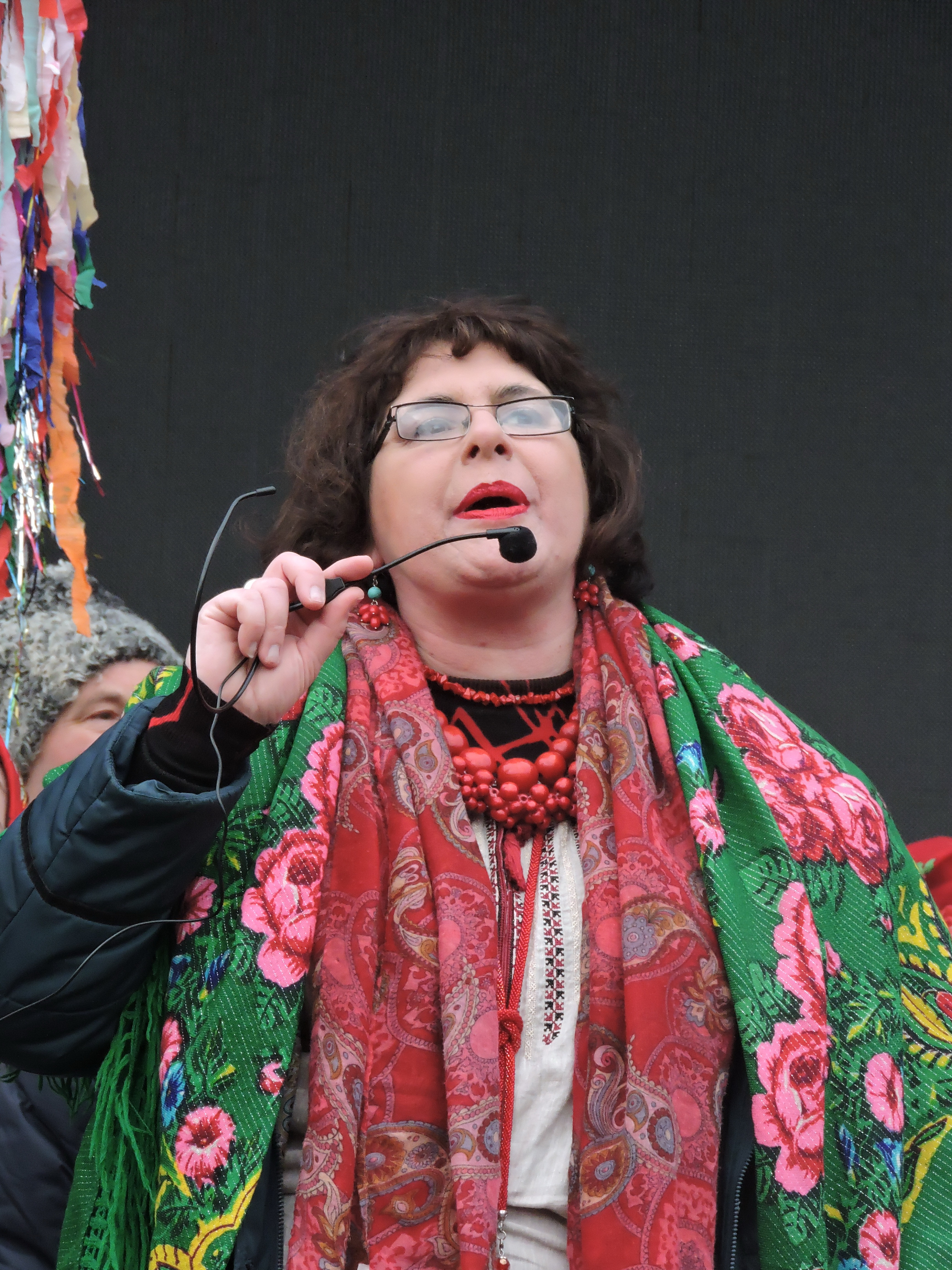
Олена Рофе-Бекетова під час відкриття «Вертеп-фесту 2020»

У березні 2014 року Олена Рофе-Бекетова долучилась до волонтерського руху допомоги українським військовим, стала однією із співзасновниць волонтерської групи Help Army, була її координаторкою. Пізніше вона була менеджеркою проєктів благодійного фонду «Харків з тобою», зокрема, проєкту «Донор-волонтер», керівницею напрямком культурних проєктів фонду. У 2018 році вона стала директором благодійного фонду «Харків з тобою».
Протягом 2015—2016 року вона була співорганізаторкою та координаторкою низки освітніх та мистецьких заходів та конкурсів у Харкові, зокрема, конкурсу молодіжних програм розвитку міста Харкова «Йдемо разом! KharkivGoingGlobal!», «Освітнього форуму» та першого на сході України безкоштовного музичного табору «Music Camp Kharkiv-2016».
Олена Рофе-Бекетова є координаторкою фестивалю вертепів «Вертеп-фест», який щорічно з 2017 року проходить у січні в Харкові.

### Save Kharkiv
Восени 2016 року у Харкові міська рада ініціювала конкурс на новий пам'ятник на майдані Свободи, в якому переміг проєкт братів Чечельницьких. Проти самого конкурсу виступила громадськість, петиція проти конкурсу набрала необхідну кількість голосів за 2 дні, а сам проєкт-переможець охрестила «одороблом». Було подано до суду, який визнав проведення конкурсу незаконним, а також було подано відкритого листа на ім'я міністра культури Євгена Нищука з проханням зберегти історичний ансамбль міста, серед підписантів якого була Олена Рофе-Бекетова. В результаті низки запитів до органів влади, які робила активістка, вона з'ясувала, що межі історичного ареалу Харкова так і не були затверджені, а сліди документів щодо цього під час погоджень у 2010—2011 роках безслідно зникли.
Після цього у липні 2017 року вона ініціювала питання щодо повернення до розробки проєкту меж історичного ареалу міста Харкова, ідею якого підтримали і деякі депутати Харківської міської ради.
У серпні 2017 року Олена ініціювала реалізацію проєкту «Ctrl+S. Захисти майбутнє», в рамках якого відбувалось створення документального фільму «Зберегти не можна зруйнувати» про причини руйнування культурної спадщини у Харкові, Києві, Дніпрі, Львові, Ужгороді, Івано-Франківську, аналізувалось чинне законодавство і напрацьовувались пропозиції для його зміни з метою закриття корупційних схем для знищення культурної спадщини та створення мережу партнерських груп для моніторингу за її станом.. У грудні проєкт трансформувався в «Ctrl+S. Закон на захисті культурної спадщини Українив», рамках якого активісти з 10-ти міст України (долучилися Запоріжжя, Одеса, Полтава) об'єдналися для напрацювання змін до чинного законодавства про охорону культурної спадщини та лобіювання цього законопроєкту. На початку лютого 2018 року у Харкові відбулась прем'єра документального фільму «Зберегти не можна зруйнувати» режисера Павла Сіроменка та сценаристки Татьяни Омельченко про те, як знищується історична спадщина у містах, де протягом останніх років втратили чимало пам'яток — у Харкові, Києві, Дніпрі, Полтаві, Одесі, Львові, Ужгороді, Івано-Франківську, Запоріжжі, після чого стрічка вирушила у всеукраїнський тур містами, де проходило знімання, у квітні 2018 року фільм був показаний на каналі «24».. В результаті було напрацьовано законопроєкт «Про внесення змін до деяких законодавчих актів щодо збереження об'єктів культурної спадщини», що мінімізує корупційні ризики в сфері збереження культурної спадщини і був у квітні 2018 року переданий до Верховної Ради України В рамках проєкту було підготовлено інструкцію «Що робити, якщо пам'ятку культури знищують», в якому подані алгоритми дій в різних випадках, а також налагоджені контакти з ініціативними групами в Харкові, які борються за збереження окремих історичних будівель у Харкові. Олена Рофе-Бекетова протягом 2018 року вона закликала харків'ян ставати громадськими інспекторами при Управлінні культури і туризму Харківської ОДА, щоби стежити за станом культурної спадщини у Харкові та області..

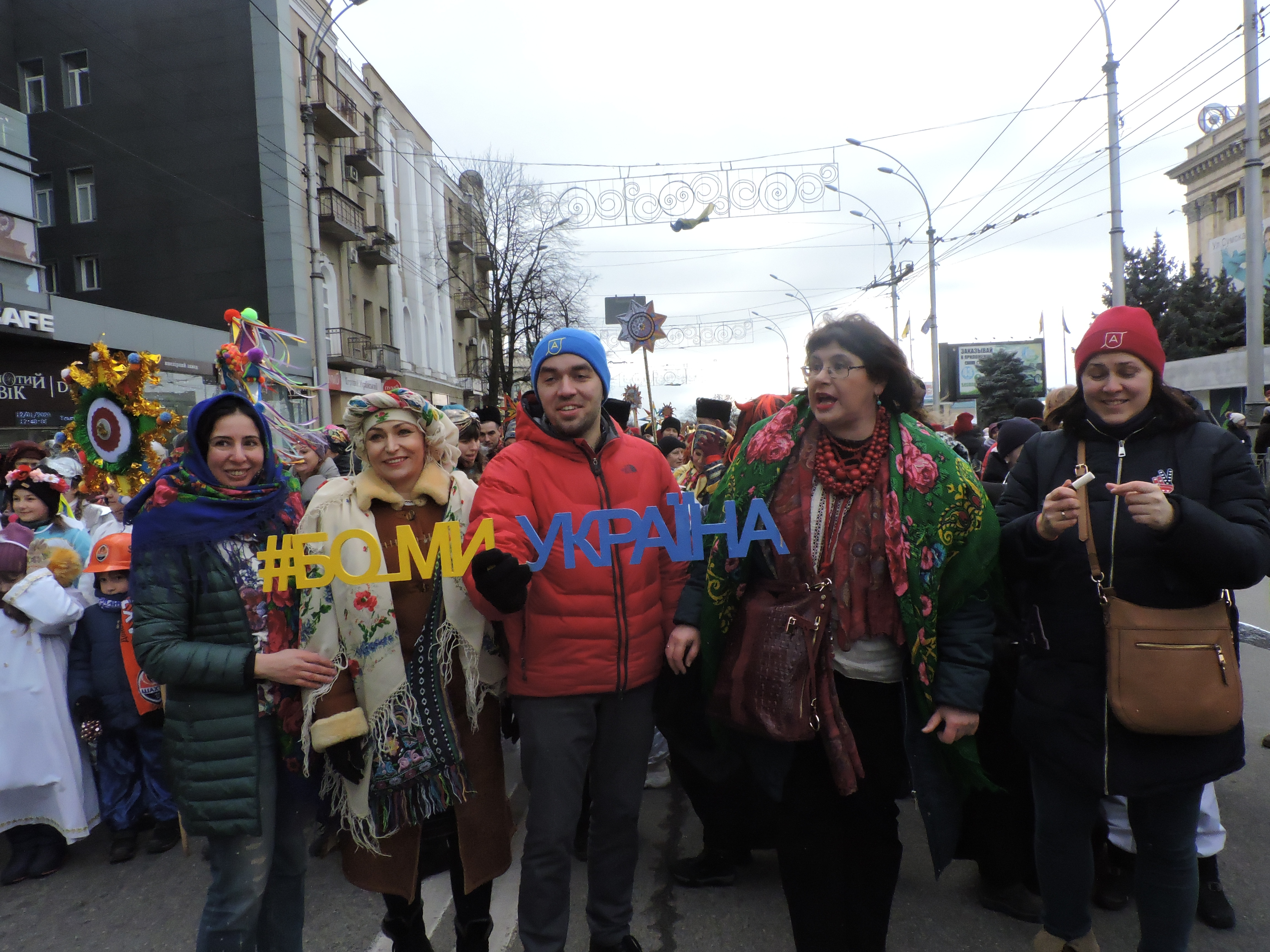
Олена Рофе-Бекетова (друга справа) серед команди організаторів «Вертеп-фесту 2020»

На початку 2018 року вона брала участь у судових засідання щодо незаконної перебудови мансарди будинку 1907 року в стилі модерн на вулиці Пушкінській, 19 авторства Олександра Гінзбурга.
В липні 2018 року цей рух перетворився в ініціативну групу «SaveKharkiv», коли вона опублікувала першу петицію до міської влади від імені групи з вимогою зупинити руйнування історичного центру міста. Координаторкою групи стала Олена Рофе-Бекетова і було запропоновано програму порятунку будівель, які перебувають на межі зникнення, яка також включала заходи для запобігання подібних випадків та просвітницьку роботу серед харків'ян. Вона разом з іншими активістами руху фіксували факти незаконного перефарбування Покровського собору у московський стиль Українською православною церквою (Московського патріархату), незаконного будівництва на даху колишнього палацу новонароджених на Мироносицькій вулиці, незаконного знесення двох будинків кінця XIX століття для будівництво елітного житлового комплексу на вулиці Пушкінській, низки будинків архітектора Олександра Гінзбурга, збирали підписи на захист каскадного фонтану до Харківської міської ради з вимогою зупинити його перебудову та садиби авторства архітектора Олександра Гінзбурга на вулиці Свободи до Міністерства культури України у зв'язку з початком зведення на її місці висотного житлового будинку. Вона також є прихильницею ідеї створення пільг для меценатів та бізнесменів, які інвестують гроші у збереження культурної спалщини або розвиток культури.

## Особисте життя
Олена Рофе-Бекетова одружена. Має дочку Рофе-Бекетову Ірину Ігорівну (1998), легкоатлетку, учасницю командного чемпіонату Європи з легкоатлетичних багатоборств 2019, бронзову призерку Чемпіонатів України з легкої атлетики в приміщенні, студентку Національного технічного університету «Харківський політехнічний інститут».
Її батьки — доктор фізико-математичний наук Федір Семенович Рофе-Бекетов (1932) та Валентина Іванівна Понирко (1933). Також має сестру — Ірину Пилипець, приватну підприємицю (1966). Також вона є праонукою академіка архітектури Олексія Бекетова та пра-праонукою Олексія та Христини Алчевських. Сім'я неодноразово допомагала харківським музеям та закладам культури в організації виставок, присвячених їх пращурам, брала участь у відкритті пам'ятника на честь Олексія Бекетова.
Також має дядька — Володимира Семеновича Рофе (1935).
Проживає в будинку, який побудував Олексій Бекетов для своєї сім'ї на вулиці Дарвіна разом з батьком та сім'єю сестри.